# Раффлз-Сити
Раффлз-Сити (кит. 来福士城) — большой комплекс зданий, расположенных в Деловом центре в Центральном районе Сингапура. Он занимает целый квартал города, ограниченный Стэмфорд Роуд, Бич Роуд, Брас Басах Роуд и Норф Бридж Роуд, включая в себя 2 отеля, офисное высотное здание, торговый центр и Конференц-центр.

## История и описание
14 августа 1980 года произошла закладка первого камня в основание будущего центра, а 3 октября 1986 года Раффлз-Сити был официально открыт. Комплекс был создан по проекту Бэй Юймина на месте Института Раффлза — школы, основанной сэром Стэмфордом Раффлзом.
«Суиссотель-Стэмфорд» (англ.  Swissôtel The Stamford), входящий в комплекс, был самым высоким отелем в мире (73 этажа) на момент постройки. На его крыше расположен «Экинокс», также один из самых высотных ресторанов в мире. 4 этажа Раффлз-Сити занимает торговый комплекс со многочисленными и разнообразными торговыми предприятиями, в том числе и государственный универсам и магазин нью-йоркского музея Метрополитен.
В 1990-е годы в торговом центре производился капитальный ремонт. В июне 2005 года было решено об увеличении количества магазинов в нём с 30 до 50 за счёт расширения подвальных помещений. Комплекс напрямую через эскалаторы связан со станцией метро.
Алюминиевая отделка комплекса и его простые геометрические украшения резко выделяет Раффлз-Сити на фоне традиционных для этого района Сингапура викторианского и классического стилей архитектуры.